# Стобс, Ширли
Ширли Энн Стобс (в замужестве — Дэвис; англ. Shirley Anne Stobs (Davis); род. 20 мая 1942, Майами, Флорида) — американская пловчиха. Олимпийская чемпионка 1960 года, чемпионка и серебряный призёр Панамериканских игр 1959 года. Рекордсменка мира (1960—1964).

## Биография
Ширли Стобс родилась 20 мая 1942 года в американском городе Майами.
Выступала в соревнованиях по плаванию за «Майами Шорз».
В 1959 году завоевала две медали на Панамериканских играх в Чикаго: золотую в эстафете 4х100 метров вольным стилем, серебряную на дистанции 200 метров вольным стилем.
В том же году стала чемпионкой США на дистанции 100 ярдов вольным стилем.
В 1960 году на национальных олимпийских отборочных соревнованиях заняла 4-е место на дистанции 100 метров вольным стилем.
В том же году вошла в состав сборной США на летних Олимпийских играх в Риме. В эстафете 4х100 метров вольным стилем команда США, за которую также выступали Джоан Спиллейн, Кэролайн Вуд и Крис фон Зальца, завоевала золотую медаль с мировым рекордом — 4 минуты 8,9 секунды, продержавшимся до 31 июля 1964 года.